# Заликовье (деревня)
Заликовье — исчезнувшая деревня Торопецкого района Тверской области. Располагалась на территории Подгородненского сельского поселения.

## Название
Название деревни происходит от названия Заликовского озера, на берегу которого она находилась.

## География
Деревня была расположена на северном берегу Заликовского озера, в двух километрах к западу от ближайшего населённого пункта, города Торопец.

## История
На топографической карте Фёдора Шуберта, изданной в 1871 году обозначена деревня Заликовье, имевшая 4 двора.
В списке населённых мест Псковской губернии за 1885 год значится деревня Заликовье (№ 13360). Располагалась при озере Заликовье в 4 верстах от уездного города. Входила в состав Хворостьевской волости Торопецкого уезда. Имела 6 дворов и 53 жителя.
На карте РККА 1923—1941 годов обозначена деревня Заликовье. Имела 8 дворов.